# Somalia i olympiska sommarspelen 2004
Somalia i olympiska sommarspelen 2004 bestod av idrottare som blivit uttagna av Somalias olympiska kommitté.

## Friidrott
Herrarnas 400 meter
- Abdulla Mohamed Hussein
  - Omgång 1: 51.52 s (8:a i heat 2, gick inte vidare, 60:a totalt)

Damernas 100 meter
- Fartun Abukar Omar
  - Omgång 1, 14.29 s (8:a i heat 6, gick inte vidare, 63:a totalt) (Personbästa)